# Inshaatchystadion
Het Inshaatchystadion is een voetbalstadion in de Azerbeidzjaanse stad Sumqayıt. Het heeft geen vaste bespeler.